# Alex Telles
Alex Nicolao Telles vagy röviden Alex Telles (Caxias do Sul, 1992. december 15. –) brazil válogatott labdarúgó, a Botafogo játékosa.

## Pályafutása

### Klubcsapatokban

#### Juventude és Grêmio
Telles Caxias do Sul-ban született és a városi csapatban a Juventude-ben kezdte meg profi karrierjét. 2011. január 24-én debütált egy 1–2-re elvesztett Sao José elleni bajnokin. Az első gólját augusztus 20-án lőtte egy 1–1-es Cruzeiro elleni bajnokin.
2013 decemberében Telles a Juventude partner egyesületénél a Grêmio-nál folytatta pályafutását. 2013. február 3-án debütált a brazil klub színeiben az Internacional ellen. Május 26-án először lépett pályára a brazil Série A-ban a Náutico csapata ellen.

#### Galatasaray
2014. január 22-én 6 millió euróért 4 éves szerződést írt alá a török Galatasaray csapatához. Két héttel később pályára lépett a Török kupában, egy 3–0-ra megnyert meccsen a Tokatspor ellen. A Süper Lig-ben 2014. február 8-án mutatkozott be egy Eskişehirspor elleni, 3–0 arányban megnyert találkozón.

#### Internazionale (kölcsönben)
A Galatasaray és az olasz Internazionale 2015. augusztus 31-én megegyezett Telles átigazolásáról, így a brazil hátvéd egy szezonra csatlakozott a milánói alakulathoz.

#### Porto
2016. július 12-én az FC Porto csapatához igazolt. A játékos egy 5 éves szerződést írt alá a portugál alakulathoz. Augusztus 12-én debütált a csapatban egy megnyert bajnokin a Rio Ave ellen.
2020-ig összesen 195 találkozót teljesített a gárda mezében.

#### Manchester United
2020. október 5-én az angol Premier League-ben szereplő Manchester United klubjához igazolt 4 évre, amely időtartam egy 1 éves opcióval meghosszabbítható. Október 20-án mutatkozott be a Paris Saint-Germain ellen a Bajnokok Ligája csoportkörében.

#### Sevilla
A 2022–23-as szezont a Sevillánál töltötte kölcsönben.

#### En-Naszr
2023. július 23-án az en-Naszr csapata szerződtette. 2024. szeptember 2-án közösmegegyezéssel felbontották a szerződését.

#### Botafogo
2024. szeptember 3-án visszatért Brazíliába, és kétéves szerződést írt alá a Botafogo csapatával.

### A válogatottban
Telles rendelkezik olasz állampolgársággal is. 2016 októberében azt nyilatkozta, hogy "örömmel fogadná" az "Azzurri" meghívóját, hozzátéve, hogy nagyszülei olaszok, és olasznak érzi magát.
2019 márciusában azonban megkapta első meghívóját a brazil válogatottba. 2019. március 23-án mutatkozott be és kezdőként lépett pályára egy a Panama ellen megrendezett barátságos mérkőzésen.

## Statisztika

### Klubcsapatokban
2023. június 4-én frissítve.
| Klub                        | Szezon           | Liga             | Liga  | Liga | Kupa  | Kupa | Ligakupa | Ligakupa | Nemzetközi | Nemzetközi | Egyéb | Egyéb | Összesen | Összesen |
| Klub                        | Szezon           | Bajnokság        | Mérk. | Gól  | Mérk. | Gól  | Mérk.    | Gól      | Mérk.      | Gól        | Mérk. | Gól   | Mérk.    | Gól      |
| --------------------------- | ---------------- | ---------------- | ----- | ---- | ----- | ---- | -------- | -------- | ---------- | ---------- | ----- | ----- | -------- | -------- |
| Juventude                   | 2011             | Série D          | 4     | 1    | 0     | 0    | —        | —        | —          | —          | 12    | 0     | 16       | 1        |
| Juventude                   | 2012             | Série D          | 9     | 1    | 2     | 0    | —        | —        | —          | —          | 14    | 0     | 25       | 1        |
| Juventude                   | Összesen         | Összesen         | 13    | 2    | 2     | 0    | —        | —        | —          | —          | 26    | 0     | 41       | 2        |
| Grêmio                      | 2013             | Série A          | 36    | 1    | 6     | 0    | —        | —        | 3          | 0          | 6     | 0     | 51       | 1        |
| Grêmio                      | Összes           | Összes           | 36    | 1    | 6     | 0    | —        | —        | 3          | 0          | 6     | 0     | 51       | 1        |
| Galatasaray                 | 2013–2014        | Süper Lig        | 15    | 1    | 4     | 0    | —        | —        | 2          | 0          | —     | —     | 21       | 1        |
| Galatasaray                 | 2014–2015        | Süper Lig        | 22    | 1    | 8     | 0    | —        | —        | 5          | 0          | 1     | 0     | 36       | 1        |
| Galatasaray                 | 2015–2016        | Süper Lig        | 2     | 0    | 0     | 0    | —        | —        | 0          | 0          | 1     | 0     | 3        | 0        |
| Galatasaray                 | Összesen         | Összesen         | 39    | 2    | 12    | 0    | —        | —        | 7          | 0          | 2     | 0     | 60       | 2        |
| Internazionale (kölcsönben) | 2015–2016        | Serie A          | 21    | 0    | 1     | 0    | —        | —        | —          | —          | —     | —     | 22       | 0        |
| Internazionale (kölcsönben) | Összesen         | Összesen         | 21    | 0    | 1     | 0    | —        | —        | —          | —          | —     | —     | 22       | 0        |
| Porto                       | 2016–2017        | Primeira Liga    | 32    | 1    | 2     | 0    | 2        | 0        | 9          | 0          | —     | —     | 45       | 1        |
| Porto                       | 2017–2018        | Primeira Liga    | 30    | 3    | 5     | 0    | 3        | 0        | 7          | 1          | —     | —     | 45       | 4        |
| Porto                       | 2018–2019        | Primeira Liga    | 33    | 4    | 5     | 1    | 4        | 0        | 10         | 1          | 1     | 0     | 53       | 6        |
| Porto                       | 2019–2020        | Primeira Liga    | 31    | 11   | 5     | 1    | 3        | 1        | 10         | 0          | —     | —     | 49       | 13       |
| Porto                       | 2020–2021        | Primeira Liga    | 3     | 2    | 0     | 0    | 0        | 0        | 0          | 0          | —     | —     | 3        | 2        |
| Porto                       | Összesen         | Összesen         | 129   | 21   | 17    | 2    | 12       | 1        | 36         | 2          | 1     | 0     | 195      | 26       |
| Manchester United           | 2020–2021        | Premier League   | 9     | 0    | 3     | 0    | 1        | 0        | 11         | 0          | —     | —     | 24       | 0        |
| Manchester United           | 2021–2022        | Premier League   | 21    | 0    | 0     | 0    | 1        | 0        | 4          | 1          | —     | —     | 26       | 1        |
| Manchester United           | Összesen         | Összesen         | 30    | 0    | 3     | 0    | 2        | 0        | 15         | 1          | —     | —     | 50       | 1        |
| Sevilla (kölcsönben)        | 2022–2023        | La Liga          | 27    | 0    | 0     | 0    | —        | —        | 11         | 0          | —     | —     | 38       | 0        |
| Karrier összesen            | Karrier összesen | Karrier összesen | 295   | 26   | 41    | 2    | 14       | 1        | 72         | 3          | 24    | 0     | 446      | 32       |

### A válogatottban
2023. március 25-én frissítve.
| Nemzet   | Év     | Mérkőzés | Gól |
| -------- | ------ | -------- | --- |
| Brazília | 2019   | 1        | 0   |
| Brazília | 2020   | 3        | 0   |
| Brazília | 2021   | 0        | 0   |
| Brazília | 2022   | 6        | 0   |
| Brazília | 2023   | 1        | 0   |
| Összes   | Összes | 11       | 0   |

## Sikerei, díjai

### Klubcsapatokban
Juventude
- Copa FGF: 2011, 2012

Galatasaray
- Török bajnok: 2014–2015
- Török kupa: 2013–2014, 2014–2015
- Török szuperkupa: 2015

Porto
- Portugál bajnok: 2017–2018,[30] 2019–2020
- Portugál kupa: 2019–2020
- Portugál szuperkupa: 2018[31]

Sevilla:
- Európa-liga: 2022–2023

en-Naszr:
- Arab Bajnokok Kupája : 2023

### Egyéni
- Brasileirão — az év csapata: 2013[32]

## Fordítás
Ez a szócikk részben vagy egészben  az   Alex Telles című angol Wikipédia-szócikk fordításán alapul.  Az eredeti cikk szerkesztőit annak laptörténete sorolja fel. Ez a jelzés csupán a megfogalmazás eredetét és a szerzői jogokat jelzi, nem szolgál a cikkben szereplő információk forrásmegjelöléseként.